# Петруничі (Росія)
Петру́нічі (рос. Петруничи) — присілок у складі Мурашинського району Кіровської області, Росія. Входить до складу Мурашинського сільського поселення.
Населення становить 31 особа (2010, 60 у 2002).
Національний склад станом на 2002 рік — росіяни 98 %.